# Station Siedlce
Station Siedlce is een spoorwegstation in de Poolse stad Siedlce. Het station werd geopend in 1866.